# Daimler DS420

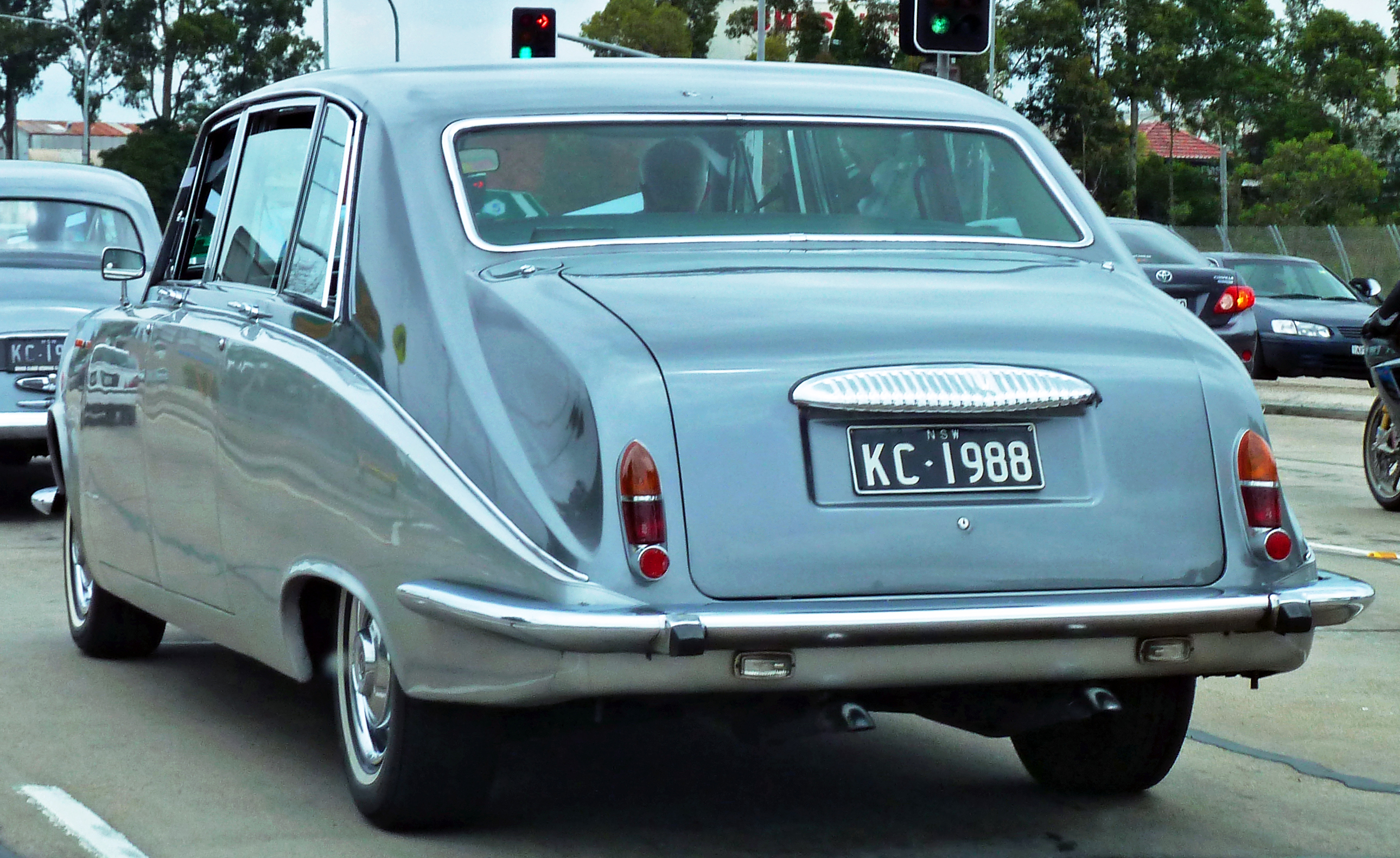
Daimler DS420

Daimler DS420 je luxusní limuzína vyráběná firmou Daimler Motor Company (Jaguar) v letech 1968–1992 Byla odvozena od automobilu Jaguar Mark X.
V několika zemích jsou tyto limuzíny používány jako oficiální státní vozy – používají je i členové britské a dánské královské rodiny.
Celkem bylo vyrobeno 5 043 vozů.

## Data
- Objem motoru: 4235 cm³
- Délka: 5740 mm
- Šířka: 1995 mm
- Výška: 1620 mm
- Hmotnost: 2140 kg